# Râul Mălădia
Râul Mălădia este un curs de apă, afluent al râului Crasna.